# Einsiedelei Ringethal

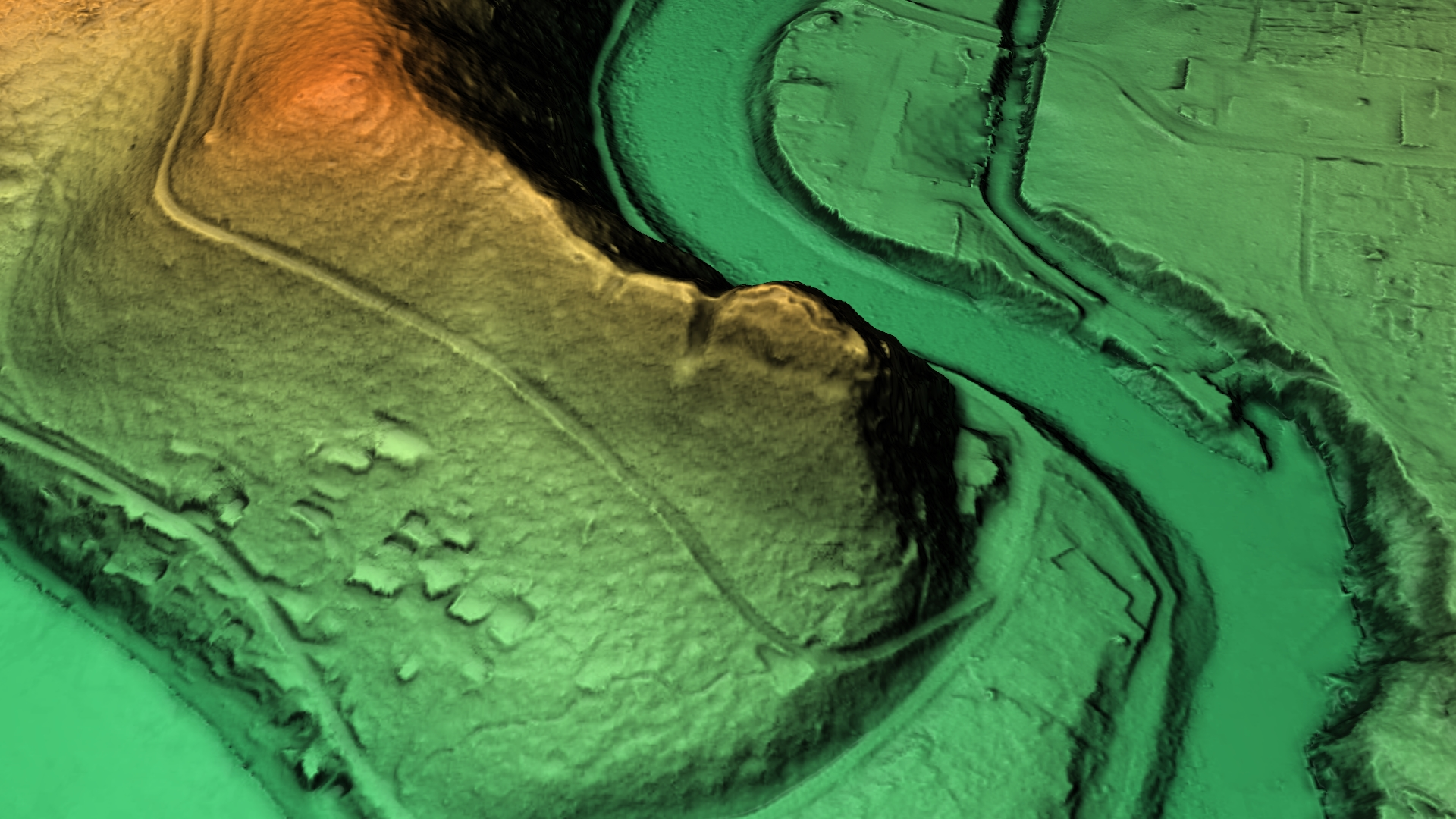
3D-Ansicht des digitalen Geländemodells

Mit Einsiedelei Ringethal wird eine ehemalige Höhenburg auf einem Felssporn über der Zschopau südwestlich von Ringethal in Sachsen bezeichnet. Die Anlage entstand vermutlich im 13. Jahrhundert.

## Beschreibung und Geschichte
Aufgrund ihrer Lage kann die Anlage zum Typus der Spornburgen gezählt werden. Sie besaß ein gestreckt-ovales Kernwerk von etwa 10 mal 35 Metern auf einer Felsklippe über einer Schleife der Zschopau. Davor verläuft im Nordwesten ein Abschnittsgraben von etwa 8 Metern Breite 1 Meter Tiefe. Die Grabensohle liegt etwa 3 Meter tiefer als das Kernwerksplateau. Vor dem Graben liegt ein weiteres gestreckt-ovales Plateau mit einer Ausdehnung von etwa 7 mal 20 Metern und ein weiterer Abschnittsgraben von 10 Metern Breite und 0,5 Metern Tiefe.
Die Herrschaft Ringethal bestand aus dem Rittersitz Ringethal und den Bauerndörfern Falkenhain, Hermsdorf und Erlebach. Zunächst auf dem Arnsberg Einsiedelei Ringethal angelegt, wurde der Herrschaftssitz 1315 auf die Burg Lewenhain am Steilufer der Zschopau verlagert.